# Quai de la Daurade
Le quai de la Daurade (en occitan : cai de la Daurada), est une voie de Toulouse, chef-lieu de la région Occitanie, dans le Midi de la France.

## Situation et accès

### Description
Le quai de la Daurade est une voie publique. Il se trouve dans le quartier Capitole, dans le secteur 1 - Centre. Il naît au nord de la place du Pont-Neuf, au débouché du pont du même nom. Long de 182 mètres et large de 16 mètres, il est orienté au nord-ouest, épousant le cours de la Garonne qu'il surplombe d'une dizaine de mètres. Il donne naissance, après 61 mètres, à la rue du Tabac, puis longe les bâtiments de l'ancien prieuré de la Daurade – l'École des Beaux-Arts, puis la basilique Notre-Dame-de-la-Daurade. Il se termine 121 mètres plus loin au niveau de la place de la Daurade.
La chaussée compte une voie de circulation automobile à sens unique, depuis la place de la Daurade vers la place du Pont-Neuf. Elle appartient à une zone de rencontre et la vitesse y est limitée à 20 km/h. Elle est de plus longée par une piste cyclable.

### Voies rencontrées
Le quai de la Daurade rencontre les voies suivantes, dans l'ordre des numéros croissants (« g » indique que la rue se situe à gauche, « d » à droite) :
1. Pont-Neuf (g)
2. Place du Pont-Neuf (d)
3. Rue du Tabac (d)
4. Place de la Daurade

## Odonymie
Le quai de la Daurade tient son nom du prieuré bénédictin de la Daurade. En effet, il est tracé en partie à l'emplacement de terrains qui dépendaient du prieuré, particulièrement le cimetière des Comtes et les jardins qui descendaient vers la Garonne. En 1794, pendant la Révolution française, le quai porta quelque temps le nom de quai Rousseau, sans que ce nom subsiste.

## Histoire

### Période moderne
Avant la construction de quais de la rive droite de la Garonne, les terrains de la berge sont occupés par des jardins et, au-devant des bâtiments du prieuré de la Daurade, par les possessions du prieuré et par le cimetière des Comtes.
Le quai de la Daurade est aménagé à partir de 1766 par les États de Languedoc, à l'instigation de l'archevêque de Toulouse, Étienne-Charles de Loménie de Brienne. Les travaux de fondation du quai commencent en avril, à l'emplacement de terrains pris au prieuré de la Daurade, malgré l'opposition des bénédictins. En 1767, les travaux se poursuivent par la construction du mur de soutènement, appuyé au sud sur le Pont-Neuf et au nord sur la culée de l'ancien pont de la Daurade. Dans le même temps, la tour qui servait d'entrée à ce pont, face à l'église de la Daurade, est démolie.
En 1777, les travaux sont à peu près terminés et on démolit trois maisons joignant le Pont-Neuf, pour relier le quai à la place du Pont-Neuf. Le 31 mai, une statue du Christ par Antoine Guépin, dans une niche à l'angle de la première maison, est démontée. Ensuite, le buste de Louis XIV, le bas-relief des captifs enchaînés, les armoiries sculptées de la France, de la Navarre et de la ville, ainsi que l'armorial capitulaire de 1663, œuvre du sculpteur Léonard Duchesne, sont réédifiés à l'entrée de la rue de la Boule.

### Époque contemporaine
Le 3 octobre 1892, l'École des Arts est transférée du couvent des Augustins, rue des Arts, dans la manufacture des Tabacs. Le 14 octobre 1895 a lieu l'inauguration de nouvelle école. C'est alors qu'est construit le nouveau bâtiment sur le quai de la Daurade, dit Palais des Arts et des Sciences.
Le quai de la Daurade est un lieu de promenade prisé. En 1920, on connaît le café des Pyrénées, tenu par Coussières, devenu en 1935 le café Bellevue. 

## Patrimoine et lieux d'intérêt
- no 1 : immeuble ; hôtel de voyageurs ; brasserie Les Beaux-Arts[6].
- no 5 : prieuré de la Daurade ; manufacture des tabacs ; école des beaux-arts.
- no 6 : basilique de la Daurade,  Classé MH (1963, vestiges archéologiques de l'édifice primitif) et  Classé MH (1994, église, y compris sa colonnade monumentale)[7].